# Открытые инновации
Открытые инновации (англ. open innovation) — термин для обозначения парадигмы ведения бизнеса, предусматривающей, в отличие от господствовавших ранее подходов, более гибкую политику в отношении НИОКР и интеллектуальной собственности.
Считается, что сам термин введён в оборот профессором Г. Чесборо, исполнительным директором Центра открытых инноваций Калифорнийского университета, в его книге «Открытые инновации. Новый императив креативности и получения прибыли» (2003). Чесборо рассматривает в своей работе такие понятия как пользовательская инновация, совокупная инновация, торговля ноу-хау, массовая инновация и распределенные инновации.

## Преимущества
Открытые инновации предлагают несколько преимуществ компаниям, работающим в рамках программы глобального сотрудничества:
- Снижение затрат на проведение исследований и разработок
- Потенциал для улучшения развития эффективности
- Подключение клиентов в начале процесса разработки
- Повышение точности маркетинговых исследований и ориентации на клиента
- Потенциал синергизма между внутренними и внешними инновациями
- Потенциал для вирусного маркетинга[3]

## Недостатки
Внедрение модели открытых инноваций связано с рядом рисков и проблем, в том числе:
- Возможность раскрытия информации, не предназначенной для совместного использования
- Возможность для принимающей организации потерять свое конкурентное преимущество в результате выявления интеллектуальной собственности
- Повышенная сложность управления инновациями и контроля влияния участников на проект
- Изменение инновационных стратегий для выхода за пределы фирмы с целью максимизации отдачи от внешних инноваций[4][3]

## Открытые инновации в России
В России с использованием модели Open innovation возникает ряд трудностей, как типичных для инновационных процессов в бизнесе в целом, так и вызванных спецификой российского бизнеса. Как отмечал заместитель директора Института менеджмента инноваций ВШЭ Дан Медовников, «Проблема ещё и в том, что при переходе от модели закрытой корпорации к модели открытых инноваций, приходится менять психологию, пытаться разделить риск с внешней средой, будущее становится не таким определённым. Последователь закрытых инноваций на рынке — это шахматист, который просчитывает несколько ходов вперед, а представитель открытых инноваций — это игрок в покер, который ждет прихода следующей карты и не знает, что произойдет на самом деле».